# E3
För andra betydelser, se E3 (olika betydelser).

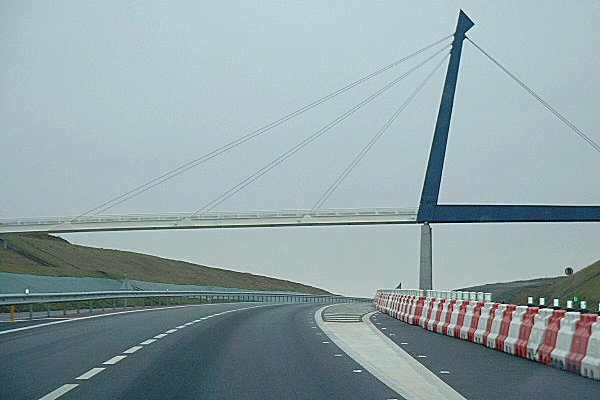
E3 norr om Rennes

Europaväg 3 eller E3 är 470 km lång och går mellan Cherbourg och La Rochelle i Frankrike. Den skyltas antingen E3 eller E03.

## Sträckning
Cherbourg - Saint-Lô - Rennes - Nantes - La Rochelle

## Standard
E3 är blandat landsväg, fyrfältsväg och motorväg.
Den går gemensamt med flera olika nationella vägar, N13, N174, A84, N137, A83 och N137.

## Anslutningar till andra europavägar
| - E46 - E401 - E50 - E60 |  | - E62 - E601 - E602 |

## Tidigare sträckning från Lissabon till Sankt Petersburg
I det gamla europavägssystemet gick E3 genom flera länder enligt följande:
Lissabon-Valladolid-Bayonne-Bordeaux-Paris-Lille-Antwerpen-Duisburg-Bremen-Hamburg-Flensburg-Frederikshavn-(färja)-Göteborg-Örebro-Eskilstuna-Stockholm-Kapellskär-(färja)-Nådendal-Helsingfors-Viborg-Sankt Petersburg (som då hette Leningrad).
Sträckan Lissabon-Bayonne heter idag E80, sträckan Bordeaux-Paris heter idag E5, sträckan Lille-Hamburg ersätts idag av E17, E34, E37 och E22, sträckan Hamburg–Frederikshavn heter sedan 1985 E45, sträckan Göteborg–Stockholm heter sedan 1992 E20, och Stockholm–Sankt Petersburg heter E18. I Lugnås, en mil syd-väst om Mariestad, finns en vägkrog som än idag kallas för E3-baren.
De nya nummersystemet inklusive nya E3 i Frankrike infördes 1985.